# Valter Åman
Valter Oskar Åman, född 2 mars 1905 i Stockholm, död 8 februari 1998 i Örebro, var en svensk fackföreningsman, ämbetsman och politiker (socialdemokrat). Han var verksam under pseudonymen Neck.

## Biografi
Efter språkstudier vid Stockholms borgarskola anställdes Valter Åman som journalist vid tidningen Social-Demokraten 1929–1933. Han kom därefter att arbeta som ombudsman vid LO fram till 1945. Valter Åman var riksdagsledamot i första kammaren från 1946 till början av 60-talet. Han var direktör i TCO 1945–1960 och landshövding i Örebro län 1961–1971. Åman var ordförande i 1966 års grundlagsberedning och i 1970 års utredning om anställningstrygghet som resulterade i Åmanlagarna 1974. Den mest kända av dessa är lagen om anställningsskydd.
Han var gift med Tyra (född 1906) och hade sönerna Anders (född 1933), flygkapten, Torsten (född 1937), PR-man, och Per (född 1948), bankman.